# روجر ميد
روجر ميد (بالإنجليزية: Roger Mead)‏ هو أستاذ جامعي بريطاني، ولد في 1938، وتوفي في 10 أغسطس 2015.